# Трісул
Трісу́л (гінді त्रिशूल) — група, що складається з трьох гірських вершин у західній частині Гімалаїв. Знаходиться на території регіону Кумаон індійського штату Уттаракханд, в 15 км на захід від найвищої вершини регіону — Нанда-Деві (7816 м).
В 1907 р. гірську вершину Трісул було вперше підкорено англо-французькою експедицією Т. Г. Лонгстаффа з провідниками братами Б. і К. Брохерел.
Поблизу від неї розташовані ще дві вершини з назвами Трісул:
- Трісул II — 6 690 м
- Трісул III — 6 007 м

## Ресурси Інтернету
- Гюнтер Оскар Диренфурт. Третій полюс
- Peakware.com [Архівовано 12 травня 2013 у Wayback Machine.]

## Виноски
1. ↑  Peakbagger.com